# Павловский, Борис Васильевич
Бори́с Васи́льевич Павло́вский (5 мая 1922, Екатеринбург — 7 ноября 1989, Свердловск) — советский искусствовед, преподаватель Уральского государственного университета. Извествен как основатель школы искусствоведения на Урале. Заслуженный деятель искусств РСФСР (1962).

## Биография
Родился 5 мая 1922 года в Екатеринбурге в семье служащего.
В 1945 году окончил факультет журналистики УрГУ. После окончания — там же на преподавательской работе. В 1947—1952 годах читал курс истории искусств в Свердловском художественном училище. В 1948—1952 годах учился в аспирантуре НИИ художественной промышленности в Москве (научный руководитель — профессор А. А. Фёдоров-Давыдов). Кандидатскую диссертацию «Камнерезное искусство Урала» защитил в 1953 году.
В 1960 году создал в Уральском государственном университете кафедру истории искусства, ставшую первой в стране за пределами Москвы и Ленинграда. Этой кафедрой руководил до 1987 года, работал же там до конца жизни. В 1953—1961 руководил также научной работой Свердловской картинной галереи. Докторская диссертация «Искусство промышленного Урала» защищена в 1966 году. Доктор искусствоведения и профессор (с 1967). Член-корреспондент Академии художеств СССР (с 1975).
Павловский впервые поставил на научную основу изучение изобразительного и декоративно-прикладного искусства Урала.
Скончался 7 ноября 1989 года в Свердловске.
С 1992 года Уральский государственный университет совместно с Екатеринбургским музеем изобразительных искусств и другими учреждениями культуры Екатеринбурга проводит Искусствоведческие чтения памяти Б. В. Павловского.

## Общественная деятельность
Был членом Союза художников с 1948 года, членом правления Свердловской организации Союза художников РСФСР, а в 1960—1987 годах секретарём Союза художников РСФСР. С 1971 года — член Комитета по Ленинским и Государственным премиям СССР.

## Награды
В 1962 году присвоено звание Заслуженный деятель искусств РСФСР.
Награждён орденами Октябрьской Революции, Трудового Красного Знамени, «Знак Почёта». Лауреат Государственной премии РСФСР им. И. Е. Репина за книги «Декоративно-прикладное искусство промышленного Урала» и «Каслинский чугунный павильон» (1980).

## Публикации
Автор 91 публикации, в том числе 25 монографий. Основные издания:
- Павловский Б. В. Александр Филиппович Бурак. — Свердловск: Кн. изд-во, 1960. — 38 с., 10 л. ил.
- Павловский Б. В. В мире прекрасного. — Свердловск: Кн. изд-во, 1960. — 60 с., ил.
- Павловский Б. В. Александр Гаврилович Вязников. — Свердловск: Кн. изд-во, 1962. — 53 с., ил.
- Павловский Б. В. Декоративно-прикладное искусство промышленного Урала. — М.: Искусство, 1975. — 131 с., 58 л. ил.
- Павловский Б. В. А. К. Денисов-Уральский, [1864—1926]. — [Свердловск], 1953. — 85 с., 19 л. ил.
- Павловский Б. В. Евгений Гудин. — Л.: Художники РСФСР, 1974. — 28 с., ил
- Павловский Б. В. Игорь Иванович Симонов. — Л.: Художник РСФСР, 1963. — 37 с., ил.
- Павловский Б. В. Иван Кириллович Слюсарев. — М. : Сов. художник, 1958. — 67 с., 3 л. ил.
- Павловский Б. В. Искусство промышленного Урала, (1700—1861): Автореф. дис. д-ра искусствоведения. — М., 1965. — 36 с.
- Павловский Б. В. Камнерезное искусство Урала. — Свердловск: Кн. изд-во, 1953. — 152 с.
- Павловский Б. В. Касли. — Свердловск: Кн. изд-во, 1957. — 88 с , 28 л. ил.
- Павловский Б. В. Каслинский чугунный павильон: [Альбом]. — Свердловск: Сред.-Урал. кн. изд-во, 1979. — С. не нум.
- Павловский Б. В. Леонид Викторович Туржанский, 1875—1945. — М.: Искусство, 1953. — 31 с., 3 л. ил. — (Массовая б-ка).
- Павловский Б. В. Николай Васильевич Ситников: Театральный художник. — Свердловск, 1950. — 20 с.
- Павловский Б. В. Художественный металл Урала XVIII—XIX веков — Екатеринбург: Средне-Уральское книжное издательство, 1982. — 205 с. — 30000 экз.
- Павловский Б. В. Художники Свердловска. — Л. : Художник РСФСР, 1960. — 107 с., 27 с. ил. — 5000 экз.
- Павловский Б. В. Художники на Урале: Крат. обзор работ за 30 лет. 3 [Свердловск, 1948]. — 55 с., 15 л. ил.
- Павловский Б. В. Чугунный павильон. Каслинский завод, 1900. — Свердловск, 1961. — 17 с., ил